# 섹션 (항공기)
섹션(section)은 항공기의 동체를 구성하는 부분을 일컫는 용어이다.
항공기 동체를 이루는 섹션은 항공기의 동체를 세로로 자른 것을 연상하면 될 것이다. 파이프의 부분도 연상할 수 있을 것이다. 그러한 부분들을 앞뒤로 연결하여 항공기의 동체를 만들게 되는데, 어떤 기종의 항공기 동체를 구성하는 섹션의 개수를 조절함으로써 완전히 새로운 항공기를 설계하지 않으면서도 수요에 맞는 수용 능력을 갖춘 변형 모델을 손쉽게 개발할 수 있게 해준다.
예컨대, 보잉 777의 경우 777-200 모델에 섹션을 추가하여 동체의 길이를 늘려 더 많은0 승객을 수용할 수 있도록 것이 777-300 모델이며, A330의 동체에 섹션이 추가되어 길이가 늘어난 동체를 가지고수 있는 것이 A340이다.